# Somatização

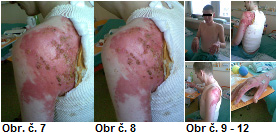
É comum ocorrerem reações físicas a extremo sofrimento psicológico como a morte de ente queridos

Somatização é uma tendência a sofrer um desarranjo psicológico que se manifesta mediante sintomas somáticos exigindo intervenção médica. Grosso modo, a somatização expressa-se pela geração de sintomas físicos de uma condição psiquiátrica tal como a ansiedade. O termo "somatizatização" foi cunhado por Wilhelm Stekel em 1924.
A presença de somatizações não exclui o diagnóstico de outras doenças psiquiátricas, ocorrendo frequentemente em comorbidade (presença simultânea) com estes. Pacientes com transtornos psiquiátricos como depressão, transtorno de ansiedade ou algum transtorno de personalidade descrevem sintomas físicos além dos usados para diagnóstico do transtorno em 72% dos casos.

## Características
Somatização, segundo sua definição contemporânea, criada por Zbigniew Lipowski (1924-1997), é "uma tendência para experimentar
e comunicar desconforto somático e sintomas que não podem ser explicados pelos achados patológicos, atribuí-los a doenças físicas e procurar ajuda médica para eles". É um diagnóstico que deve ser feito por exclusão de outras causas, que deve ser usado com cautela por ser muito difícil garantir que não há outras causas. É uma causa bastante frequente em serviços de atenção primária, onde pelo menos um sintoma somatizado aparece em 16% a 50% das entrevistas iniciais (anamnese).
Quando não identificados, os pacientes com transtornos somatizantes costumam demandar uma grande quantidade de consultas médicas e exames, gerando altos custos para o sistema de saúde que apenas aumentam seu sofrimento, ansiedade e frustrações.
Acredita-se que fatores psicológicos e psicossociais desempenham um papel importante na etiologia dessa condição. Em pacientes com transtornos de somatização, o sofrimento emocional ou as situações de vida difíceis são experimentados como sintomas físicos. Quando se diagnostica uma causa psicológica passa a ser chamado de psicossomatização.
Negligenciar a importância desses sintomas pode provocar revolta, descrédito, sentimento de rejeição e aumentar ainda mais os sintomas e a angústia do paciente. O paciente frequentemente considera que o médico é incompetente, inexperiente ou desinteressado e procurar outro profissional aumentando assim os custos para a rede de saúde pública ou para o próprio paciente com exames desnecessários.

## Origem do termo
O termo foi gerado pela tradução cientificista em inglês do termo alemão Organsprache ("fala dos órgãos"), originalmente criado por Wilhelm Stekel (1868-1940) no início do Século XX, e que podia representar tanto a manifestação física com lesões orgânicas quanto sintomas físicos sem explicação médica, desde que gerados por conflitos psicológicos inconscientes. Frequentemente a palavra somatização é utilizada dentro desta definição por diversas disciplinas da psicologia, sociologia e antropologia.
No final do século XX, a definição de somatização, na Psiquiatria, voltou-se principalmente para sintomas físicos inexplicáveis, abandonando o conceito de doenças físicas de origem psíquica (as chamadas doenças psicossomáticas). O termo vem sendo recentemente contestado por exigir explicitamente uma origem psicossocial. Embora, em geral, causas desta natureza estejam presentes diante de queixas inexplicáveis, há uma minoria de casos onde estas não podem ser evidenciadas. Assim, existe uma tendência recente na literatura internacional sobre o assunto em usar o termo sintomas físicos sem explicação médica (SEM) ou idiopático.

## Somatizações mais comuns

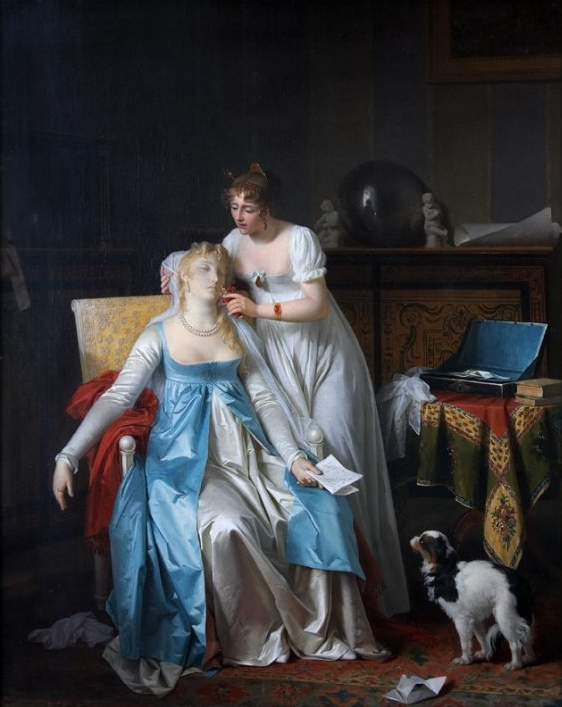
Desmaiar diante de notícias impactantes é um exemplo de somatização

Diante de eventos psicologicamente traumáticos (como casamento, divórcio, demissão, sequestro, traição, hospitalização ou morte de pessoa querida...) é comum que um ou mais dos seguintes sintomas sejam somatizados:
- Dor difusa por todo o corpo
- Dor de cabeça
- Dor no peito, braços, pernas, costas e/ou articulações.
- Dificuldade para respirar
- Hipersensibilidade
- Desmaios,
- Náusea/Mal estar
- Vômito
- Fadiga (Cansaço excessivo)
- Manchas na pele
- Tonturas
- Batimentos cardíacos acelerados (Taquicardia)
- Fraqueza muscular
- Perda do apetite por longos períodos
- Sangramento menstrual excessivo
- Desinteresse sexual

Em pacientes mais sensíveis, como histriônicos, podem ocorrer sintomas como:
- Amnésia
- Alucinação
- Perda de voz
- Surdez
- Visão dupla ou borrada
- Cegueira
- Dificuldade para caminhar;

## Classificações
O CID-10 inclui 7 possíveis diagnósticos a pacientes que apresentem frequentes somatizações:
- Transtorno de somatização
- Transtorno somatoforme indiferenciado
- Transtorno hipocondríaco
- Disfunção autonômica somatoforme
- Transtorno doloroso somatoforme persistente
- Outros transtornos somatoformes e
- Transtorno somatoforme não especificado

## Tratamento
Encaminhar para consulta psiquiátrica pode ser útil para avaliar prováveis comorbidades que também podem ser desencadeadas pelos eventos estressantes (como depressão ou algum transtorno ansioso) e para recomendações relativas ao tratamento medicamentoso como antidepressivos. A psicoterapia é um recurso terapêutico que, quando por um profissional qualificado, pode facilitar à pessoa o desenvolvimento de estratégias saudáveis para lidar com as dificuldades existenciais e ajudar a resignificar as experiências negativas.
Cabem aos profissionais de saúde validarem e compreenderem a gravidade do sofrimento psicológico e fazerem exames físicos regulares para analisar a progressão dos sintomas inclusive para se certificarem da ausência de outras causas possíveis. Remédios como suplementos vitamínicos, ansiolíticos, analgésicos e pomadas cicatrizantes podem ser benéficos dependendo dos sintomas. O tratamento pode ser considerado bem-sucedido quando melhora a qualidade de vida do paciente e reduz os custos com exames e internações mesmo que os sintomas não desapareçam.